# Milorg (album)
Milorg è il quarto album in studio della black metal band norvegese Vreid.
Il disco prende il nome dal gruppo della resistenza norvegese Milorg nella Seconda guerra mondiale. Le canzoni si riferiscono all'invasione tedesca in Norvegia durante l'Operazione Weserübung.

## Tracce
1. Alarm
2. Disciplined
3. Speak Goddamnit
4. Blücher
5. Blücher Pt. II
6. Heroes and Villains
7. Argumentum Ex Silentio
8. Milorg

## Formazione
- Sture Dingsøyr - voce, chitarra ritmica
- Hvàll - basso
- Ese - chitarra solista
- Steingrim - batteria